# 쇼고인
쇼고인(일본어: 聖護院 しょうごいん[*])은 교토시 사쿄구 쇼고인나카마치에 있는 본산수험도의 총본산 사원이다. 산호는 나시(なし), 본존은 부동명왕이다. 개산은 조우요가 했고, 쇼고인 몬제키(聖護院門跡)라 칭했다. 금림부(錦林府)라고도 일컬어졌다. 예전부터 천태종사문파 (천대사문종)의 3몬제키 중 하나였다.
일본 수험도 본산파의 중심사원이자, 전국의 카스미를 총괄하는 총본산이다. 1872년 (메이지 5년) 수험도 폐지령 발포 후, 한때 천태사문종에 속했으나, 1946년 (쇼와 21년), 수험종 (훗날의 본산수험종)으로 다시 독립하여 현재에 이른다. 천태종에 속한 후에도 쇼고인의 격은 대본산이었다.